# Secret Files: Tunguska
Secret Files: Tunguska, Geheimakte Tunguska (Секретные материалы: Тунгуска) — классический квест, выпущенный компаниями Fusionsphere Systems и Animation Arts в последнем квартале 2006 года. Игра получила высокие оценки критиков за увлекательный сюжет и хорошую графику , хотя некоторые зарубежные критики отмечали слабость и неинтересность диалогов .

## Геймплей
Игра следует традициям жанра point-and-click, заключающегося в путешествиях по двумерным локациям, собирании и комбинировании предметов. В «Тунгуске» очень много так называемых «активных точек», и поэтому разработчики решили избавить игроков от долгого «пиксельхантинга», добавив лупу — кнопку, которая при нажатии подсвечивает все активные зоны.
Инвентарь располагается внизу экрана. Левым нажатием мыши по вещам в нём можно схватить объект и перенести на активную точку или соединить с другим предметом. Правым нажатием можно добиться небольшого комментария главного героя о данном объекте.
Игра ведётся от третьего лица, игрок управляет главной героиней Ниной Каленковой, однако есть локации, на которых можно управлять и вторым протагонистом — Максом Грубером.

## Сюжет

### Введение
Игра начинается с того, что игроку рассказывается краткая история падения Тунгусского метеорита. Затем показывают Берлин, где Нина Каленкова приходит в музей к своему отцу-учёному Владимиру Каленкову и обнаруживает, что он исчез. Поняв, что полиция помогать не собирается, Нина начинает своё расследование.

### Берлин
Побродив по музею, Нина находит испуганного уборщика Эдди, который твердит, что Владимира похитили загадочные «люди в чёрном». Нина подозревает неладное, и вместе с Максом Грубером — коллегой Владимира — решает найти отца. Вместе они отыскивают документы, повествующие о секретной экспедиции Каленкова, и Олега Камбурского — одного из участников этой экспедиции. Инспектор Канский, который ведёт дело о похищении Владимира. пытается их убить, и троица бежит. Олег помогает Нине встретиться с Сергеем, человеком, считающим, что ФСБ похитило учёных, включая Владимира, для исследований на сибирской станции.

### Москва и поезд в Сибирь
Обманув простодушного сантехника и проведя агентов ФСБ, от которых явно веет штампами о России, Нина в военной форме садится на поезд. Она узнаёт о загадочных исследованиях учёных и о том, как Тунгусская катастрофа повлияла на рост растений. Внезапно поезд терпит крушение, и Нина попадает в мрачный военный госпиталь.

### Военный госпиталь и исследовательская станция
В мрачном госпитале игроку придётся играть как за Нину, так и за Макса. Вместе они выберутся из больницы, напоминающей древнюю крепость, и окажутся на бескрайних просторах Сибири. Олег и Макс уходят готовить к вылету самолёт, а Нина в это время лечит старого эвенка, бывшего проводником в экспедиции Владимира в место падения Тунгусского метеорита. Нина видит загадочную исследовательскую станцию и… тех самых «людей в чёрном». Олег и Макс вовремя спасают её.

### Куба и Ирландия
Нина и Макс разделяются. Нина ищет Мануэля Переса — второго члена экспедиции — и находит его в кубинской психбольнице, которой управляет загадочная Николь Шарлеруа, которую все работники и пациенты клиники боятся. А Макс тем временем улетает в Ирландию на поиски Кена Моранжи, имевшего отношение к экспедиции. После некоторых приключений в пабе и замке Моранжи, Макс узнаёт нужную информацию и возвращается в Берлин, где находит тело Канского и оказывается похищен «людьми в чёрном». А Олег уверяет Нину, что Макс — предатель…

### Гималаи
Вместе с Олегом разочарованная Нина направляется в Гималайские пещеры и находит там загадочный артефакт. Однако Олег оказывается не тем, кем все предполагали — он предаёт Нину и забирает артефакт.

### Антарктида
Нина просыпается в последней локации — Антарктиде. Здесь открываются лица настоящих злодеев — это глава корпорации телекоммуникаций Массимо Гартузо, доктор Николь Шарлеруа, Сергей и Олег Камбурский. С помощью Тунгусского артефакта они хотели управлять сознанием человечества. «Люди в чёрном» оказываются сектантами, считающими себя потомками пришельцев. Именно они похитили Владимира, чтобы защитить его от Гартузо. Вместе с сектантами в Антарктиду прилетают Макс и Владимир. Макс и Нина уничтожают станцию, и злодеи погибают. Вместе главные герои летят домой. После этого счастливого финального ролика идут ироничные титры о том, что случилось с каждым из персонажей.

## Сиквел
В конце первой части разработчики уверенно заявили о выходе второй части в 2008 году, но игра Secret Files 2:Puritas Cordis вышла лишь в 2010 году и рассказывала абсолютно другую историю, произошедшую с Ниной и Максом после окончания «Тунгусского дела».
В сентябре 2012-го года вышла третья часть игры Secret Files 3: The Archimedes Code, а в 2013-м - короткий спин-офф Sam Peters, посвящённый спутнице Макса из второй части основной трилогии.

## Рецензии
| Сводный рейтинг    | Сводный рейтинг | Сводный рейтинг | Сводный рейтинг | Сводный рейтинг |
| Издание            | Оценка          | Оценка          | Оценка          | Оценка          |
| Издание            | DS              | iOS             | PC              | Wii             |
| ------------------ | --------------- | --------------- | --------------- | --------------- |
| GameRankings       | 75,57 %         | 70,00 %         | 73,11 %         | 68,06 %         |
| Metacritic         | 71/100          | 70/100          | 66/100          | 65/100          |
| Иноязычные издания |                 |                 |                 |                 |
| Издание            | Оценка          | Оценка          | Оценка          | Оценка          |
| Издание            | DS              | iOS             | PC              | Wii             |
| Eurogamer          | N/A             | N/A             | 6/10            | N/A             |
| GameSpot           | N/A             | N/A             | 6,2/10          | N/A             |

Критики отмечали в игре хорошую графику и безупречную режиссуру , хотя и признавали, что надеялись, что игра будет похожа на легендарную Syberia, но этого не вышло . Также отмечалась немного штампованная «русская тема»: ФСБ было похоже на КГБ, а в купе поезда стоят четыре бюста и портрет Ленина.. Ещё больше критикам не понравилось музыкальное оформление игры, заключавшееся в естественных шумах (лай, топот, гул) и отсутствии музыки.
Игромания поставила игре 7.0 баллов из 10-ти, сделав следующее заключение: «Tunguska (как и «Сибирь») — классический квест, со всеми необходимыми атрибутами: пиксель-хантингом, гигантским инвентарем и бесконечным комбинированием предметов. Проблема в том, что всю обязательную квестовую программу авторы отрабатывают без энтузиазма. Так что сюжет о поисках похищенного отца в Сибири (!) не заставляет сердце биться чаще. Хотя мог бы. В общем, «Тунгуска» — отнюдь не плохой, но ничем не примечательный квест. Если этот факт вас не смущает, можно смело бежать в магазин.».